# Concentrazione cellulare media di emoglobina
La concentrazione cellulare media di emoglobina, in inglese mean corpuscular hemoglobin concentration (da cui l'acronimo MCHC), è la misurazione della quantità di emoglobina presente in ogni singolo eritrocita in relazione alla dimensione dell'eritrocita stesso. È un parametro che viene dall'esame emocromocitometrico.
Può essere calcolato dividendo la concentrazione plasmatica di emoglobina per l'ematocrito:
{\displaystyle MCHC\ (g/dl)={\frac {Emoglobina\ (g/dl)*100}{Ematocrito\ (Vol\%)}}}
Negli esseri umani il suo valore normale è compreso tra 32 e 36 g/dl o tra 19.9 e 22.3 mmol/L. Risulta diminuito nell'anemia microcitica ed è normale nell'anemia macrocitica. Risulta invece aumentato nella sferocitosi ereditaria, nell'anemia drepanocitica e in caso di omozigosi per emoglobina C.